# Acronicta griseor
Acronicta griseor là một loài bướm đêm trong họ Noctuidae.